# Бъмбоки
Бъ̀мбоки, още Бъ̀мбъки или Бòмбоки (на гръцки: Σταυροπόταμος, Ставропотамос, до 1928 година Μπομπόκι, Бомбоки, до 1929 Μακροχώρι, Макрохори), е село в Гърция, дем Костур, област Западна Македония.

## География
Селото е разположено в географската област Пополе. На 4 километра на юг е Горенци (Корисос), на 4 на север – село Олища (Мелисотопос), а на 4 на североизток село Загоричани (Василиада).

## История

### В Османската империя
В XV век в Бъмбуки са отбелязани поименно 42 глави на домакинства. В османските данъчни регистри от средата на XV век Кайнак (или Бъмбоки) е споменато с 37 глави на семейства и трима неженени: Продан, Папа Алекса, Мано, Нено, Никола, Добривой, Трайко, Петру, Дабижив, Райко, Алекса, Алекса, Балче, Петко, Драгослав, Йован, Никола, Степан, Томче, Йорги, Яно, Тинош, Милош, Коста, Васо, Томчо, Хранко, Никола, Койо, Станойло, Нено, Мано, Райко, Белче, Манос, Стано, Радослав, Койо, Петру и Тодор, и една вдовица Мара. Общият приход за империята от селото е 2746 акчета.
През XIX век Бъмбоки е чисто българско село. Според „Етнография на вилаетите Адрианопол, Монастир и Салоника“, издадена в Константинопол в 1878 година и отразяваща статистиката на населението от 1873 година, в Бамбук (Bambouk), село в Костурска каза, има 60 домакинства със 175 жители българи.
Според статистиката на Васил Кънчов („Македония. Етнография и статистика“) в 1900 година в Бъмбъки има 260 жители българи.
На Етнографската карта на Битолския вилает на Картографския институт в София от 1901 година Бъмбоки е чисто българско село в Костурската каза на Корчанския санджак с 40 къщи.
В началото на XX век цялото село е под върховенството на Българската екзархия и не се отказва от нея чак до Балканската война. По данни на секретаря на екзархията Димитър Мишев („La Macédoine et sa Population Chrétienne“) в 1905 година в Бомбъки има 320 българи екзархисти.
Ние заминахме край [Бъмбоки] и видѣхме, какъ стърчеха само бѣлитѣ стѣни на хубавитѣ му кѫщи. Черквата прѣдставляваше голѣма четвъртита яма. Жива душа нѣмаше въ селото. По край него непокътната се издигаше кулата на Шайнъ бей, кѫдѢто бѣ убитъ кехаята Камберъ.
Нашето село, г-не, изгориха илявета и башибозукъ повече за отмъщение... прѣзъ първитѣ дни отъ възстанието, чети минаха прѣзъ селото и убиха селския кехая Камберъ. Тоя човѣкъ много години живѣ въ селото ни. Съ всички турци отъ околнитѣ села се познаваше и тѣ го почитаха, за това рѣшиха и да си отмъстятъ. И наистина, тѣ си отмъстиха. На 14 августь, когато войскитѣ се изкачиха и вървѣха по ръта
на планината, едно отдѣление илявета и башибозукъ обиколи Кайнакъ, влѣзе въ селото ни, ограби го и го изгори. Освѣнъ 43-тѣ кѫщи изгориха ни черквата и училището, Същиятъ день рано още ние бѣхме изпразднили селото и заминахме едни къмъ Загоричани, а други къмъ Олища. До вечерьта всички се прибрахме въ мънастиря св. Врачь. Петима селяни, между които и една жена, останали въ селото. Частитѣ отъ тѣлата имъ, които отпослѣ намѣрихме въ селото, доказваха, че тѣ бѣха убити по най-мѫченически начинъ.
По време на Илинденско-Преображенското въстание селото е на три пъти опожарявано от аскер и башибозук, като изгарят всички 80 къщи. Според друг източник къщите са 43, а има и убити: Стефан Гисчев, Петре Стефанов, Диме Николов, Дедо Христо, старците Делиоланов и Делиоланова.
През ноември 1903 година българският владика Григорий Пелагонийски, придружаван от Наум Темчев и Търпо Поповски, пристигат в Олища и раздават помощи на пострадалото население от Загоричани, Черешница, както и на 50 семейства от Бъмбоки.
Гръцка статистика от 1905 година представя селото като изцяло гръцко с 250 жители. Според Георги Константинов Бистрицки Бъмбоки преди Балканската война има 60 български къщи.
При избухването на Балканската война в 1912 година четирима души от Бъмбоки са доброволци в Македоно-одринското опълчение.
На етническата карта на Костурското братство в София от 1940 година, към 1912 година Бамбоки е обозначено като българско селище.

### В Гърция
През войната в селото влизат гръцки части и в 1913 година вследствие на Междусъюзническата война Бъмбоки попада в Гърция. Боривое Милоевич пише в 1921 година („Южна Македония“), че Бомбик има 40 къщи славяни християни.
Жителите произвеждат жито, боб, картофи и частично се занимават с лозарство.
В 1928 година е прекръстено на Макрохори (голямо село), но на следващата 1929 година името на селото отново е сменено, този път на Ставропотамос (кръстова река), тъй като на Макрохори е прекръстено и съседното село Кономлади.
Между 1914 и 1919 – 1 човек официално емигрира в България, а след 1919 – 6. В селото има 2 политически убийства. В 1932 година в селото има 40 българофонски семейства, всички с „изявено българско съзание“.
Боривое Милоевич пише в 1921 година („Южна Македония“), че Бомбик има 40 къщи славяни християни.
По време на Втората световна война селото е нападано от гръцки банди, но селската милиция успява да ги отблъсне. Селото пострадва силно по време на Гръцката гражданска война, по време на която селото дава 39 убити, а 89 души се изселват в Югославия и социалистическите страни. 81 деца от Бъмбоки са изведени от селото от комунистическите части като деца бежанци.
След войната се засилва емиграцията отвъд океана.
| Година    | 1913 | 1920 | 1928 | 1940 | 1951 | 1961 | 1971 | 1981 | 1991 | 2001 | 2011 | 2021 |
| --------- | ---- | ---- | ---- | ---- | ---- | ---- | ---- | ---- | ---- | ---- | ---- | ---- |
| Население | 228  | 197  | 220  | 295  | 125  | 243  | 147  | 164  | 202  | 235  | 173  | 135  |

## Личности
Родени в Бъмбоки
- Александра Тодорова Василева (р. 1910), родена е в семейството на четника на ВМОРО Тодор Стефанов, загинал като четник на Васил Чекаларов в 1913 година, в 1943 – 1944 година семейството ѝ оказва помощ на ЕЛАС, а в Гражданската война 1947 – 1949 година на ДАГ, след разгрома на ДАГ емигрира със семейството си в Полша, а през 1965 г. установяват във Варна, оставя спомени[23]
- Антон Киряков, македоно-одрински опълченец, Втора рота на Шеста охридска дружина (или Пета одринска);[24]
- Аргир Янков (1890 – ?), македоно-одрински опълченец, Трета рота на Единадесета сярска дружина;[25]
- Ахилеас Методиев Василев (р. 1933), участник в Гражданската война на страната на ДАГ в 1949 г., след разгрома на ДАГ е емигрант в СССР, а през 1967 г. установява във Варна, България, при родителите си, оставя спомени за участието на баща му Методи Михайлов Василев и брат му Георги Методиев Василев в Гражданската война[26]
- Димитър Попниколов, гръцки комунист, един от първите войници на ДАГ в 1946 година, загива при Кономлади в сблъсък с полицията[27]
- Козма Митов, български свещеник в селото от 1872 година[28]
- Коста Михайлов Ичков (1871 – 1932 или 1934), български революционер
- Мария Мицева, българска учителка, преподавала в Горенци, Костурско[29]
- Методи Михайлов Василев (р. 1910), партизанин на ЕЛАС (1943 – 1944), участник в Гражданската война на страната на ДАГ в 1947 – 1949 г., след разгрома на ДАГ в 1949 г. е емигрант в Полша, а през 1960 г. установява във Варна, България, оставя спомени за положението на българите в Костурско и Леринско при Метаксас и за Гражданската война[30]
- Миро Григоров, български революционер, деец на „Охрана“ и ГКП
- Наум Попниколов, български учител, преподавал в Горенци, Костурско[29]
- Сотир Толев (Σωτήρης Τόλεφ), български революционер от „Охрана“[31]
- Спиро Василев Челебиев (1874 – след 1943), български революционер
- Стоян Киселиновски (р. 1943 г.), историк от Северна Македония, специалист по Егейска Македония.
- Яни Георгиев, македоно-одрински опълченец, Трета рота на Пета одринска дружина.[32]